# Dedicated (ATB)
Dedicated è il terzo album in studio del DJ tedesco ATB, pubblicato il 28 gennaio 2002.

## Tracce
Tutte le tracce sono di André Tanneberger tranne dove indicato.
1. Dedicated – 4:15
2. Hold You – 3:31 (Tanneberger, Ken Harrison)
3. Get High – 3:59
4. You're Not Alone – 5:57 (Tim Kellett, Robin Taylor-Firth)
5. Halcyon – 4:00 (Tanneberger, RuDee)
6. Let U Go (New Version) – 3:30 (Tanneberger, Harrison, Robert Michaels)
7. I Can't Stand... – 5:53
8. Hero – 4:24 (Tanneberger, Harrison)
9. I See It – 4:25
10. Basic Love – 7:27
11. I Wanna Cry – 4:23 (Tanneberger, Harrison)
12. Remember – 6:22 (Tanneberger, Woody van Eyden)